# Eric Borel
Éric Borel (11. prosinec 1978 Pau – 24. září 1995 Cuers) byl francouzský teenager a masový vrah, který v 16 letech zabil celou svoji rodinu. Druhý den odjel do vedlejšího města, kde ve svém běsnění pokračoval. Nakonec spáchal sebevraždu.

## Život

### Dětství
Éric Borel se narodil Marii Jeanne Parenti a Jacquesovi Borelovi, kteří v té době oba sloužili v armádě. Jejich vztah ale neměl příliš dlouhého trvání. S novorozeným synem nechtěl mít Jacques nic společného a Marie se rozhodla žít vlastním životem, malého Érica tedy svěřili do výchovy Jacquesovým rodičům, žijícím v Limoges. Tam ho Marie až do jeho pěti let příležitostně navštěvovala. Když se následně seznámila se svým novým partnerem Yvesem Bichetem, vzala si syna zpět do péče, a společně se usadili ve městě Solliès-Pont na jihovýchodě Francie.
Borelova matka byla autoritářská a nábožensky založená osoba pracující v katolické pomocné službě. Svého syna zneužívala a bila ho, věřila, že je „hříšným dítětem“. Se svým novým partnerem Yvesem Bichetem si nikdy nevyvinula blízký vztah. Jeho vztah k Éricovi byl však podle jeho vlastních synů Francka a Jean-Luca vřelý.
Podle sousedů byl Éric klidný a zamlklý chlapec, který se uzavřel do sebe a neukazoval se příliš na veřejnosti. Když si v osmi letech zlomil ruku, nešel domů, ale schovával se až do doby, než ho v bolestech našli. Později začal obdivovat armádu, vymýšlel si lživé historky o hrdinských činech svého otce během indočínské války a zbožňoval svého nevlastního bratra Francka Bicheta, který sloužil v armádě. Éric měl cit pro zbraně a měl ve zvyku střílet vrabce vzduchovkou.

### Pozdější léta a motiv
Až do své smrti byl Éric studentem lycea Georges-Cisson v Toulonu, kde studoval elektromechaniku. Podle učitelů byl disciplinovaný a klidný student. Brzy se však jeho chování radikálně změnilo. Odcházel ze třídy bez povolení či vysvětlení a stal se záškolákem. Často spolužákům sděloval, že doma to nemohl vydržet, že tam musel vykonávat mnoho domácích prací a bylo mu tam ubližováno. Zároveň začal projevovat své přání vstoupit do armády. Týden před vraždami řekl svému spolužákovi, že by si vzal život, a před tím by zabil dva nebo tři lidi.
Jediným jeho přítelem na lyceu byl sedmnáctiletý Alan Guillemette, který byl ve třídě poměrně oblíbený a bral Érica k sobě domů.
Éricův nevlastní otec Yves Bichet navštívil v roce 1989 několik schůzek Národní fronty. Éricův pokoj byl proto posetý nacistickými symboly a plakáty s Hitlerem. Začal také malovat graffiti na dveře budov, nejčastěji hákové kříže. V knihovně měl několik knih o druhé světové válce.
Krátce před vražedným běsněním zemřel na rakovinu Éricův biologický otec Jacques, který s rodinou několik let nežil. Od té doby byl Éric čím dál víc rozrušený a uzavřený do sebe. Přestal se stýkat s kamarádem Guillemettem a celé hodiny vysedával ve svém pokoji.

## Vraždy

### Rodina
Večer v sobotu 23. září 1995 se Éric kvůli něčemu zřejmě nepohodl s nevlastním otcem. Odešel z domu v Solliès-Pont a bezcílně bloudil městem. Později se vrátil, v 18:00 místního času vzal pušku ráže .22 a nevlastního otce čtyřikrát střelil do hlavy. Poté ho udeřil několika ranami kladivem. Stejným způsobem následně zabil svého 11letého nevlastního bratra Jean-Yvese Bicheta, který sledoval televizi. Poté Éric vyčkával na příchod své matky, která byla tou dobou v kostele.
Když se ve 20:30 vrátila matka domů, Éric ji zavraždil jediným výstřelem do hlavy. Následně jí ještě uštědřil několik ran baseballovou pálkou do hlavy, aby se ujistil, že je skutečně mrtvá. Poté, co byli všichni v domě mrtví, Éric zamkl bránu, zatáhl rolety a začal čistit viditelné stopy krve. Těla přikryl prostěradly. Připravil si tašku s jídlem, penězi, pláštěnkou, mapou, puškou a několika zásobníky. Do několik kilometrů vzdáleného města Cuers se pokusil odjet otčímovým autem, po chvíli jízdy ale naboural a pokračoval pěšky.
Mrtvoly nalezl druhý syn Yvese Bicheta, Jean-Luc Bichet, který studoval v Antibes a rodinu navštěvoval jen o víkendech. Okamžitě zavolal policii. Určitou dobu byl on sám z vražd podezírán.

### Druhý den
Následujícího dne, v neděli 24. září v 7:15 ráno Éric dorazil k domu svého kamaráda Alana Guillemetta v Cuers. Pohovořili spolu v zahradě, Éric se na něj zřejmě obrátil s jakousi prosbou (některé zdroje spekulují, že po něm chtěl, aby s ním opustil město). Poté, co Alan odmítl a zamířil zpět k domu, střelil ho Éric puškou do zad. Následně odešel a vydal se do ulic. V místních nevyvolal žádné podezření – lovecká sezóna byla zrovna v plném proudu a pohled na člověka s puškou tedy nikoho nepřekvapil.
Asi v 7:30 Éric zahájil palbu ve městě. Obyvatelé Cuers začali zvědavě vyhlížet ven z oken. To se stalo osudné 48leté Ginette Vialette, stejně jako o pár chvil později i 77leté Denise Otto. Její manžel Jean utržil střelu do ramene, ale přežil. Éric pokračoval v chůzi a střílel na každého, kdo se mu dostal na mušku. Jako dalšího postřelil 59letého Rodolpha Incorvalu, který se ho pokusil zneškodnit. Incorvala svým zraněním podlehl později v nemocnici.
U stánku s novinami Éric střelou do břicha a hlavy usmrtil 81letého prodavače Maria Paganiho. Další na řadě byl Mohammed Maarad, otec pěti dětí, který byl zrovna na odchodu z kavárny Café du Commerce. U nedalekého bankomatu Éric zastřelil 59letého Maria Boudona a o 3 roky staršího Andrého Toureta. Další obětí se stala 65letá Andrée Coletta, jež právě venčila svého psa. Poslední Éricovou obětí se stal 15letý Pascal Mostacchi.
V 8:00 Éric dorazil před místní školu na náměstí, v tu dobu už ale na místo přijížděla policie. Když Éricovi došlo, že je obklíčen a nemá žádnou možnost útěku, přiložil si zbraň mezi oči a stiskem spouště spáchal sebevraždu.
Později zemřeli v nemocnici další dva zranění, Jeanne Laugiero a Pierre Marigliano, oba ve věku 86 let. Éric Borel tak celkově zabil 15 lidí a 3 vážně zranil. Ve své době šlo o nejvážnější podobný případ v dějinách Francie, počítáno od 12. července 1989, kdy Christian Dornier zabil na rodinné farmě a v nedalekém Luxiolu 14 lidí včetně vlastních rodičů.

## Oběti
| - Yves Bichet, Éricův nevlastní otec - Marie-Jeanne Parenti, Éricova matka - Jean-Yves Bichet, 11, Éricův nevlastní bratr - Alan Guillemette, 17, Éricův kamarád - Marius Boudon, 59 | - Andrée Coletta, 65 - Rodolphe Incorvala, 59 - Jeanne Laugiero, 68 - Mohammed Maarad, 41 - Pierre Marigliano, 68 | - Pascal Mostacchi, 15 - Denise Otto, 77 - Mario Pagani, 81 - André Touret, 62 - Ginette Vialette, 48 |

Mezi zraněnými byli i Jean Otto a Jean Boursereau.